# Ludvig Johan Escholin
Ludvig Johan Escholin, född ca 1746, död 1819, var en svensk kofferdikapten och amiralitetsmajor.

## Biografi
Ludvig Johan Escholins liv var knutet till sjöfarten, som under andra hälften av 1700-talet präglades av stigande handelskonjunkturer. Från 1768 seglade han som styrman och från 1775 som kapten på de större segelfartyg som kallades spaniefarare. Hans hemmahamn var Åbo, vilket betydde att på hans skepp fördes trävaror och stångjärn till Iberiska halvön och västra Medelhavet och på returen hämtades salt från Cagliari och Ibiza men också viner och råsocker från Frankrike och tobak från Amsterdam. Skeppen lastades i början av hösten och väntades åter i maj eller juni för lossning och reparationer. Escholin reste varje år söderut och fick uppleva tre förlisningar, ett myteri och en grundstötning innan han 1781 övergav långsjöfarten för andra intressen. Sina inkomster från verksamheten placerade han 1779 i en gård på den förnäma västra åstranden i Åbo.
Som en följd av de årligen återkommande missväxterna i det finska lantbruket under 1780-talet blev Östersjöhandeln mycket lönsam. Escholin köpte upp spannmål i Baltikum och sålde den i Finland till goda priser. Han blev också en stor leverantör av livsmedel till fästningen Sveaborg. Som belöning fick han 1785 titeln krigskommissarie och 1787 fältkamrer. Handeln på Stockholm intresserade honom eftersom man där kunde köpa eftertraktade importvaror och till staden fördes kontinuerligt livsmedel och lärft. År 1782 köpte han en andel i stadsvarvet i Åbo och blev partredare i flera av de fartyg som byggdes. Syftet var att snabbt dra nytta av den efterfrågan på fartyg som skapades av det amerikanska frihetskriget (1775-1783) och detta gjordes i hård konkurrens med det andra varvet i Åbo. Sämre konjunkturer under början av 1790-talet gjorde dock att stadsvarvet bytte ägare och att det konkurrerande varvet lades ned. Som stöd för sin köpenskap köpte han 1783 krogen i Korpoström, som inte bara gav inkomster utan också kunde fungera som varulager utanför sjötullen. År 1786 lät han för egen räkning bygga brigantinen Express, ett litet fartyg som seglade så som ett av de tre första svenska fartygen över Atlanten till den nyvunna svenska kolonin Saint-Barthélemy. 

### Under ryska kriget
På vårvintern 1788 förbereddes i Stockholm det krig som skulle kallas Gustav III:s ryska krig. Escholin befann sig i staden och erbjöd kronan att värva 1 000 matroser och för egen del utrusta ett kaparfartyg om ett sådant skulle behövas. Han återvände i slutet av april till Finland med postbåt från Grisslehamn men båten kunde på grund av drivis och ogynnsamma vindar inte komma fram till Eckerö på Åland. I Escholins sällskap reste då sjöhjälten från det amerikanska frihetskriget, John Paul Jones, på väg för att överta ett kommando i den ryska Svartahavsflottan. Jones krävde att bönderna skulle föra honom direkt till Tallinn men de ville inte föra ut sin öppna båt på havet. Jones drog sina pistoler och tvingade dem att göra som han ville och efter några dygns seglats kom de fram till Tallinn. Escholins löfte om att värva matroser för Sveaborgseskadern hade, trots krigsledningens första tvekan, tagits på allvar men hans värvningsverksamhet blev rätt blygsam. Större framgång hade han med livsmedelsleveranser till fästningen. Han utsågs till fänrik i marinen men ville ha större uppgifter. Våren 1789 skrev han till hertig Karl, som då var flottans överbefälhavare, och utvecklade en plan för kaperiverksamhet på Finska viken och Rigabukten samt erbjöd sina tjänster som kapare. Han fick ingen fullmakt för det men våren 1790 deltog han som lots på kapten Rudolf Cederströms  expedition till Matsviken på Estlands nordkust, då den ryska skärgårdsflottans hamn och fästning i Baltischport förstördes genom Räden mot Baltischport den 17 mars. Han blev vid denna strid befordrad från fänrik till löjtnant.
Ett antal patriotiska ”ofrälse damer” i Åbo skänkte ett penningbelopp för att bygga ett fartyg till den svenska flottan, loggerten Tumlaren (eller Havstumlaren), och dess befälhavare blev Escholin. Flottan samlades i juni 1790 vid Nargö och Tumlaren fungerade som förbindelsefartyg mellan de övriga skeppen. Tumlaren var sedan med då den svenska flottan blev instängd i den Viborgska viken. I den svenska utbrytningen, som kallas Viborgska gatloppet, den 3 juli 1790 förde Escholin befäl på jakten Colding. Där fick han kung Gustav som passagerare och de blev jagade av det ryska fregattskeppet Venus. De blev nästan seglade i sank men förföljaren återkallades till den ryska flottan i sista stund. Escholin var med i Slaget vid Svensksund två dagar senare och som tack för sina insatser befordrades han något senare till amiralitetskapten.

### Efter ryska kriget
Den lågkonjunktur som följde på det ryska kriget försatte Escholin i konkurs år 1791. Hans andelar i fartyg hade inte avkastat någonting under krigsåren och på varvet avstannade rörelsen helt så snart freden i Värälä hade slutits. Gården i Åbo, skeppsandelarna och varvsparten såldes men Korpoströms gård, som var skriven på sonen, lyckades han behålla. År 1792 återupptog han sin verksamhet som skeppare och kunde så småningom bygga upp sin förmögenhet igen. År 1799 gjorde han efter många år en längre resa på ett stockholmsfartyg som fördes över Atlanten till Boston och därifrån till Livorno samt åter till Stockholm. År 1802 hade hans ekonomi kommit i så gott skick att han kunde återbetala sina kvarvarande skulder och fortsätta sin verksamhet som skeppare på sådana fartyg som han själv hade andelar i. Han beviljades 1807 avsked från flottan med amiralitetsmajors värdighet. Ännu under Finska kriget (1808-1809) orkade Escholin hjälpa den svenska flottan i skärgården, räddade svenska soldater från Åbo och såg till att lotsarna höll sig undan då ryska fartyg närmade sig. I Åbo uppträdde han som ryssvänlig för att inte väcka de ryska truppernas misstankar. Ännu år 1815 valdes han till direktör för sjömanshuset i Åbo.

## Familj
Escholin avled 1819 på Korpoströms gård. Han hade gift sig 1776 med Anna Magdalena Salonius (1754-1807), änka efter kofferdikaptenen Claes Claesson och dotter till pastorn vid Själö hospital Johan Salonius och Anna Margareta Ross.

### Barn
- Catharina Magdalena (1783- ). Gift 1816 med kyrkoherden i Korpo Fredrik Emanuel Dickman (1750-1817).
- Ludvig Jonas (1786-1802).
- Gustava Carolina (1789- ). Gift 1819 med kofferdikaptenen Peter Eric Törnström [1780-1830).
- Johanna Elisabeth (1790- ). Gift 1815 med handlanden Wilhelm Hollmén.